# Rafael Guillén
Rafael Guillén (Granada, 27 de abril de 1933-íb., 4 de mayo de 2023) fue un poeta español de la generación de los 50. Premio Nacional de Literatura de España en 1994 y uno de los autores más importantes de su generación, tiene una larga trayectoria artística y entre sus méritos figura el haber ayudado a recuperar la cultura poética en Andalucía tras la devastación de la Guerra Civil.
En sus primeras obras se nota la influencia neoclásica que pesó sobre otros miembros de su generación, puntualmente aligerada por la atracción de lo popular en el Cancionero-guía para andar por el aire de Granada, de 1962. Ya en los años 60 abandona la rigidez del metro tradicional y, con la publicación de Moheda (1979), sorprende por su estilo desinhibido e innovador en la sintaxis. Sus temas no son leves: el amor y el erotismo suelen mezclarse con la elegía por la degradación inevitable del paso del tiempo, expresados en versos impregnados de un cadencioso fraseo musical.
Su obra en prosa se reparte entre narraciones de viajes, autobiografía, ensayos, conferencias y artículos.

## Biografía literaria
Rafael Guillén fue uno de los poetas surgidos con el grupo "Versos al aire libre" en la Granada de la posguerra. Posteriormente fundó y dirigió, junto a José García Ladrón de Guevara, la colección de libros Veleta al Sur, única manifestación poética en esta ciudad desde 1957 hasta 1966. En 1982, con Francisco Izquierdo, inició la serie de fascículos sobre el barrio granadino del Albaicín "Los Papeles del Carro de San Pedro". En 1994 le fue concedido el Premio Nacional de Literatura de España en la modalidad de poesía por Los estados transparentes. Ese mismo año de 1994 quedó finalista del Premio Nacional de la Crítica y comienza a promover junto con otros escritores granadinos (Elena Martín Vivaldi, Antonio Carvajal) el establecimiento de la Academia de Buenas Letras de Granada, que finalmente es creada por la Junta de Andalucía en 2001. En 2003 se le concede por unanimidad el Premio de la Crítica Andaluza. Antes había obtenido, entre otros muchos, los premios que en su época fueron más significativos: "Leopoldo Panero" 1966, "Guipúzcoa" 1968, "Premio Boscán" 1968 y el "Premio Ciudad de Barcelona" 1969. Así mismo, posee la Medalla de Honor de la Real Academia de Bellas Artes de Granada y es miembro de la Academia de Buenas Letras de Granada. 
Hito significativo en su carrera literaria es la publicación en 2010 de sus Obras completas, recogidas en tres volúmenes por Editorial Almed. Esta edición motivó, en 2011, la concesión del Premio de las Letras Andaluzas “Elio Antonio de Nebrija” por su destacada y polifacética labor en el ámbito de las letras.
En 2014, Rafael Guillén hace donación de su biblioteca y su archivo personal a la Biblioteca de Andalucía, con sede en Granada y dependiente de la Junta de Andalucía. Ese mismo año se le otorga el Premio Internacional de Poesía Federico García Lorca. Fruto del interés de Guillén por la expresión sonora de los versos es la publicación (2001 y 2021) de dos producciones discográficas en las que dejó plasmada su cálida voz poética.
Falleció el 4 de mayo de 2023, una semana después de su nonagésimo cumpleaños, tras sufrir complicaciones derivadas de un ictus.

## Poesía
- Antes de la esperanza, introducción de J. M. Bugella, Granada, «La Nube y el Ciprés», 1956.
- Río de Dios, Granada, «Veleta al Sur», 1957.
- Pronuncio amor, Arcos de la Frontera, «Alcaraván», 1960; 2ª edición: Granada, «Veleta al Sur», 1961; 3ª y 4ª edición: Málaga, Clave, 1995; 5.ª edición (facsímil de la 2ª): Diputación de Granada, 2014. ISBN 978-84-7807-202-6.
- Elegía, Granada, «Veleta al Sur», 1961.
- Cancionero-guía para andar por el aire de Granada, «Veleta al Sur» (Granada, 1962); 2ª y 3ª edición ampliada: Miguel Sánchez (Granada, 1970 y 1993).
- Canto a la esposa, Granada, «Veleta al Sur», 1963.
- El gesto, Buenos Aires (Argentina), Seijas y Goyanarte, 1964.
- Hombre en paz, Madrid, Editora Nacional, 1966.
- Apuntes de la corrida, Málaga, «Cuadernos de María José», 1967.
- Tercer gesto, Madrid, Cultura Hispánica, 1967 (Premio Leopoldo Panero, 1966).
- Amor, acaso nada, Las Palmas, Cabildo Insular de Gran Canaria, 1968.
- Los vientos, Madrid, Revista de Occidente, 1970 (Premio Ciudad de Barcelona, 1969).
- Límites, «El Bardo» (Barcelona, 1971); 2ª edición: Alhulia. Prólogo de M. Ávila Cabezas y J. L. Ortiz de Lanzagorta (Salobreña, Granada, 2003).
- Gesto segundo, Barcelona, Instituto de Estudios Hispánicos, 1972 (Premio Boscán, 1968; Premio Guipúzcoa, 1968).
- Diez poemas terrales, Colección "Almoraduj", Publicaciones de la Librería Anticuaria El Guadalhorce (Málaga, 1977).
- Moheda, Litoral, 85-86-87 (Málaga, 1979).
- Veinte poemas risueños, Universidad de Granada, 1980.
- Vasto poema de la resistencia, Granada, Diputación Provincial, 1981.
- Azoteas en cal, Madrid, Azur (Los Papeles del Carro de San Pedro), 1982.
- Mis amados odres viejos, Madrid, Rialp (Adonais), 1987.
- Versos del amor cumplido, Colección Alhucema, (Almería, 1993). ISBN 84-604-5574-2
- Los estados transparentes, Los Libros de la Frontera-El Bardo (Barcelona, 1993) ISBN 84-85709-94-2 Premio Nacional de Literatura, 1994; 2ª edición ampliada: introducción de F. J. Peñas Bermejo, Valencia, Pre-Textos / Diputación Provincial de Granada (Granada, 1998). ISBN 84-8191-197-6
- Doce poemas cardinales, Carmona (Sevilla), col. Palimpsesto, 1995.
- Dos poemas noruegos, Motril, «Cuadernillos Torre de la Vela», 1995.
- El manantial (Homenajes 1965-1996), Córdoba, CajaSur (Los Cuadernos de Sandua), 1996.
- Variaciones temporales, edición de J. Ortega Torres, Granada, Dauro, 2001.
- I´m Speaking, Editorial Northwestern University Press, (Evanston,USA, 2001). Antología en edición bilingüe con traducción al inglés de Sandy McKinney. ISBN 0-8101-1851-3
- Las edades del frío, Barcelona, Tusquets, 2002 (Premio de la Crítica Andaluza, 2003). ISBN 84-8310-840-2
- Catorce poemas de amor y tiempo, Badajoz, Aula Enrique Díez-Canedo, 2004.
- Seis poemas elegíacos, «Desde el empotro (Tertulia literaria del Grupo A-7)», (Valdepeñas, 2004).
- Los dominios del cóndor, E.D.A. Libros (Benalmádena, 2007).
- Obras completas, Almed, 3 volúmenes (Granada, 2010). Premio Andalucía de la Crítica. ISBN 978-84-937644-2-5
- Versos para los momentos perdidos, Fundación José Manuel Lara (Sevilla, 2011). ISBN 978-84-96824-73-7
- Balada en tres tiempos (para contrabajo y frases cotidianas), con música impresa de Xavier Astor. Diputación de Granada (Granada, 2013). ISBN 978-84-7807-140-1
- El otro lado de la niebla, Editorial Salto de Página (Madrid, 2013). ISBN 978-84-15065-51-7
- El centro del silencio. Selección de poemas (1956-2013). Entorno Gráfico Ediciones (Granada, 2014). ISBN 978-84-941986-5-6
- Balada en tres tiempos (para saxofón y frases coloquiales), Visor Libros (Madrid, 2014). ISBN 978-84-9895-892-8
- Esa pequeña eternidad (Selección de poemas 1957-2014), Valparaíso ediciones, Granada, 2014.
- La Alhambra. Suite del silencio y los sentidos, con fotografías de Ángel Sánchez y versión inglesa de Lawrence Bohme. Ediciones Miguel Sánchez (Granada, 2016). ISBN 978-84-7169-160-6
- Los remeros del tiempo, selección de poemas del autor y estudio introductorio de Francisco Acuyo. Entorno Gráfico Ediciones, colección Ciclos el torno gráfico (Granada, 2016). ISBN 978-84-16319-29-9
- Últimos poemas (Lo que nunca sabré decirte), Fundación José Manuel Lara (Sevilla, 2019). ISBN 978-84-17453-33-6

## Narrativa
- El país de los sentidos (Prosas marroquíes), Granada, Caja General de Ahorros de Granada, 1990.
- Tiempos de vino y poesía (Prosas granadinas), Granada, Port-Royal, 2000.
- Por el ancho y pequeño mundo (Prosas viajeras), Málaga, Rafael Inglada, 2001.
- Prosas viajeras (Selección), Granada, Dauro, 2003.

## Ensayo
- Renacer poético en la Granada de postguerra (Grupo «Versos al aire libre») (discurso de ingreso en la Academia de Buenas Letras de Granada), Granada, Academia de Buenas Letras de Granada, 2003.
- Francisco Izquierdo: un nombre granadino para la Historia de las Letras y del Arte en el siglo XX (discurso de recepción como Supernumerario en la Academia de Buenas Letras de Granada), Granada, Academia de Buenas Letras de Granada, 2004.

## Discografía
- Los alrededores del tiempo (Rafael Guillén dice sus poemas). Producción de Xavier Astor. Edita Ficciones-Revista de Letras. JASS034CD/01 Granada, 2001.[12]
- Balada en tres tiempos para contrabajo y frases cotidianas. Rafael Guillén y Xavier Astor. Fundación Omnia, Barcelona, 2021. DLB 9248-2021.[13]

## Trabajos discográficos sobre su obra
- Cancionero guía (para andar por el aire de Granada). Raúl Alcover, sencillo RCA PB-7671, 1978.
- Rafael Guillén en el cante de Arturo Fernández. SGAE, Granada, 2015.
- Concierto flamenco para poemas de Rafael Guillén. Álvaro Rodríguez Arenas, cante; Fernando Rodríguez Delgado, guitarra. Festival Discos - Sonobalance records, 2018.[14]

## Estudios sobre su obra
La obra de Rafael Guillén ha sido objeto de numerosos estudios, entre ellos el de José Ortega, que le dedicó su memoria de licenciatura ("Aproximación a la poesía de Rafael Guillén") en 1971. José Luis Cano apunta una de las claves permanentes en la obra de Guillén con Un tema en la poesía de Rafael Guillén: la erosión del tiempo en el amor (revista Litoral, números 85, 86 y 87 de 1979). En la Historia crítica de la literatura hispánica (Taurus), Vol. 21, "La poesía en el siglo XX (desde 1939)", Pilar Palomo lo estudia en el epígrafe "Poetas de los 50", tal como había hecho al ampliar la Historia de la literatura española (Gustavo Gili) de Angel Valbuena, quien ya en 1968 le dedicaba un extenso capítulo como a "uno de los mejores poetas actuales". Pilar Gómez Bedate en la Historia de la literatura española (Cátedra), Elena Barroso en Poesía andaluza de hoy (1950-1990) (Biblioteca de la Cultura Andaluza) y Angel L. Prieto de Paula en Poetas españoles de los cincuenta (Biblioteca Hispánica, de Ediciones Colegio de España, Salamanca), entre otros autores, lo incluyen igualmente entre los más importantes autores de su generación. Por su parte, Joaquín Marco, en la Historia y crítica de la literatura española (Grijalbo) de Francisco Rico, lo sitúa genéricamente entre los "poetas de postguerra" y Emilio Miró, en la Historia de la literatura española (Taurus) coordinada por Díez Borque, entre los que "ocupan un puesto indiscutible en nuestro panorama poético". Sobre su obra existe una extensa bibliografía que incluye monografías y tesis doctorales.